# Un videogioco per Kevin - Captain N
Un videogioco per Kevin - Captain N (Captain N: The Game Master) è una serie televisiva animata prodotta da DiC, Saban Entertainment e Nintendo of America, Inc.

## Trama
Mentre sta giocando a Punch-Out!!, Kevin Keene viene risucchiato, insieme al suo cane Duke, da un vortice interdimensionale che esce dal televisore. Tale vortice, che si rivela essere una Warp Zone, lo porta a Videoland. Kevin deve quindi diventare Capitan N per poter salvare il regno dalla minaccia di Perfidia.

## Doppiaggio
| Personaggio                   | Doppiatore originale | Doppiatore italiano     |
| ----------------------------- | -------------------- | ----------------------- |
| Kevin Keene / Capitan N       | Matt Hill            | Riccardo Niseem Onorato |
| Principessa Lana              | Venus Terzo          | Antonella Baldini       |
| Simon Belmont                 | Andrew Kavadas       | Gabriele Carrara        |
| Pit                           | Alessandro Juliani   | -                       |
| Mega Man                      | Doug Parker          | -                       |
| Link                          | Jonathan Potts       | -                       |
| Principessa Zelda             | Cynthia Preston      | -                       |
| Mega Girl (Roll)              | Lelani Marrell       | -                       |
| Dr. Wright (Dr. Thomas Light) | Antony Holland       | -                       |
| Perfidia (Cervello Madre)     | Levi Stubbs          | Liù Bosisio             |
| Melanzana                     | Michael Donovan      | Mario Milita            |
| Re Hippo                      | Gary Chalk           | -                       |
| Dr. Albert W. Wily            | Ian James Corlett    | -                       |
| Donkey Kong                   | Garry Chalk          | -                       |
| Ganondorf                     | Len Carlson          | -                       |
| Conte Dracula                 | Garry Chalk          | -                       |
| Alucard                       | Ian James Corlett    | -                       |
| Voce narrante                 | -                    | Giovanni Petrucci       |